# دوني ووكر
دوني ووكر (بالإنجليزية: Donny Walker)‏ هو فنان قتال مختلط أمريكي، ولد في 4 يناير 1980 في كليفلاند في الولايات المتحدة.

## وصلات خارجية
- دوني ووكر على موقع شيردوغ (الإنجليزية)
- دوني ووكر على موقع IMDb (الإنجليزية)